# Stainton (Cumbria)
Pour les articles homonymes, voir Stainton.
Stainton est un village et une paroisse civile de Cumbria, situé dans le nord-ouest de l'Angleterre.